# لجنة دبي للسينما والتلفزيون
لجنة دبي للسينما والتلفزيون (DFTC) تمنح تصاريح الإنتاج الإعلامي المسموع والمرئي للتلفزيون والسينما والإعلانات التجارية في دبي. كما كلفت الهيئة بزيادة الإنتاج المحلي وجذب اللاعبين الدوليين من قطاعي السينما والتلفزيون. تأسست لجنة دبي للإنتاج السينمائي على أساس أن صناعة السينما والتلفزيون لها تأثير مضاعف كبير على الاقتصاد الكلي، مما يؤثر على قطاعات السياحة والنقل والتخزين والخدمات المالية والبناء، ويساهم في نهاية المطاف في زيادة الناتج المحلي الإجمالي الإجمالي لدولة الإمارات العربية المتحدة. الإمارات. تعمل الهيئة بشكل وثيق مع الجهات الحكومية وأصحاب مواقع التصوير وغيرهم من أصحاب المصلحة لمساعدة وحدات الإنتاج في الحصول على تجربة تصوير سلسة وفعالة من حيث التكلفة في دبي.
في 19 يوليو 2012، عقد الاجتماع الأول للجنة في دبي. أنشئت لجنة دبي للسينما والتلفزيون نفسها رسميًا في 28 مايو 2012 بموجب مرسوم رسمي.
أصدرت لجنة التجارة الحرة في دبي بالتعاون مع أوليفر وايمان ورقة عمل في عام 2013 بعنوان الفرص والتحديات في سوق الإنتاج في الشرق الأوسط وشمال أفريقيا.
ومن بين الأفلام الطويلة التي سهلت لجنة دبي للإنتاج السينمائي تصويرها في دبي، حصل فيلم ستار تريك بيوند، الذي صور في مواقع داخلية وخارجية رئيسية في دبي في أكتوبر 2015، على أكبر ميزانية من أي فيلم صور في الإمارة. المهمة المستحيلة - بروتوكول الشبح، الذي صور في دبي عام 2011، كان المشروع الأكثر تكلفة قبل ذلك.
في عام 2022، تعاونت لجنة دبي للسينما والتلفزيون والعديد من إستوديوهات بوليوود البارزة لإنشاء مبادرة تسمى "تذكرة إلى بوليوود". الهدف من هذا البرنامج هو مساعدة كتاب السيناريو الإماراتيين في تطويرهم المهني.

## أهداف اللجنة
تهدف لجنة دبي للإنتاج السينمائي والتلفزيوني إلى:
- استقطاب مؤسسات الإنتاج الأجنبية والمحلية وتنمية واستقطاب الموارد البشرية اللازمة لتطوير قطاع الإنتاج الإعلامي في مختلف المجالات
- وضع واعتماد استراتيجية لخفض تكاليف الإنتاج الإعلامي وضمان سرعة وسلاسة إجراءات التصوير الإعلامي الداخلي و الخارجي في كافة أنحاء إمارة دبي في مواقع التصوير العامة والخاصةالكترونية
- التنسيق بين الجهات الحكومية والشركات الخاصة لتسهيل عمليات التصوير الإعلامي التي تتم في إمارة دبي
- قياس مدى تأثير التصوير الإعلامي على السياحة في الإمارة ومساهمة الإنتاج الإعلامي في الناتج المحلي الإجمالي

## مكتب دبي للأفلام والألعاب الالكترونية
في العام 2024 صدر المرسوم رقم 67 من قبل الشيخ محمد بن راشد آل مكتوم والقاضي بنقل لجنة دبي للإنتاج السينمائي والتلفزيوني من سلطة دبي للتطوير إلى مجلس دبي للإعلام بالإضافة لنقل جميع مهام وصلاحيات اللجنة إلى مجلس دبي للإعلام وبحيث يحل مسمى "مكتب دبي للأفلام والألعاب الإلكترونية" محل مسمى "لجنة دبي للإنتاج السينمائي والتلفزيوني".